# Buffalo Grove
Buffalo Grove es una villa ubicada en el condado de Lake, Illinois (Estados Unidos). Según el censo de 2020, tiene una población de 43.212 habitantes.
Es un suburbio de Chicago, situado aproximadamente a 50 km al noroeste del centro de la ciudad. 

## Geografía
Buffalo Grove se encuentra ubicada en las coordenadas 42°9′58″N 87°57′43″O / 42.16611, -87.96194. Según la Oficina del Censo de los Estados Unidos, Buffalo Grove tiene una superficie total de 24.81 km², de la cual 24.77 km² corresponden a tierra firme y 0.04 km² es agua.

## Demografía
Según el censo de 2020, hay 43.212 personas residiendo en Buffalo Grove. La densidad de población es de 1.745 hab./km². El 63.1% son blancos, el 1.2% son afroamericanos, el 0.3% son amerindios, el 27.5% son asiáticos, el 2.3% son de otras razas y el 5.6% son de dos o más razas. Además, hay 9 habitantes identificados como isleños del Pacífico. Del total de la población el 6.6% son hispanos o latinos de cualquier raza.

## Personalidades destacadas
El actor Vince Vaughn creció en la localidad.